# Christiane Reppe
Christiane Reppe (* 21. August 1987 in Dresden) ist eine ehemalige deutsche Spitzensportlerin im Bereich Paratriathlon.

## Werdegang und Karriere
Christiane Reppe, der im Alter von fünf Jahren aufgrund eines bösartigen Nerventumors das rechte Bein amputiert werden musste, startete bereits mit zwölf Jahren ihre Sportkarriere. Als Teil des Nachwuchskaders der deutschen Skinationalmannschaft erreichte sie bei Deutschen Meisterschaften und Weltcups mehrere zweite und dritte Plätze.

### Schwimmsport

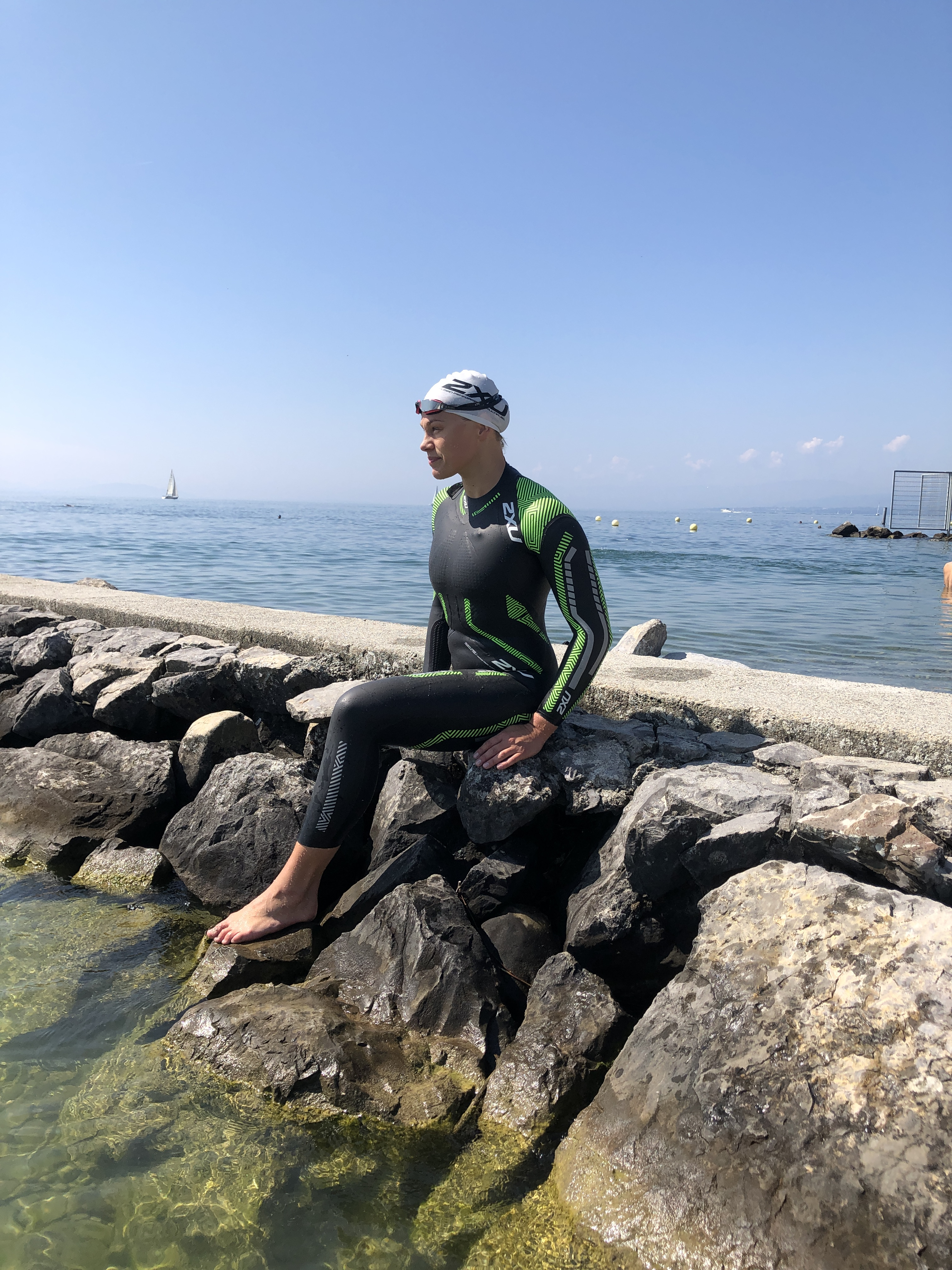
Christiane Reppe 2019 im Neoprenanzug

Parallel begann die Athletin mit dem Schwimmtraining. Bereits im Winter 2002 qualifizierte sich Reppe für ihre ersten Schwimmweltmeisterschaften in Mar del Plata, Argentinien, und gewann dort zwei Bronzemedaillen.
Fortan schwamm sie am Landesstützpunkt in Dresden bei Trainer Dirk Oehme und konnte weitere Erfolge erzielen: Bei den Paralympischen Spielen in Athen 2004 gewann sie zweimal Bronze in den Einzeldisziplinen 100 und 400 Meter Freistil. Ausgezeichnet wurde sie dafür im selben Jahr mit dem Silbernen Lorbeerblatt.
Um neue Trainingsreize zu setzen, verlagerte die damals 20-Jährige ihren Trainingsort nach Berlin. Dort startete sie für den PSC Berlin und trainierte beim Berliner Schwimmteam unter der Leitung von Matthias Ulm. Trotz einer Schulterverletzung kehrte die damalige Wahlberlinerin von den Paralympischen Spielen in Peking 2008 mit einem guten 6. Platz in der Disziplin 400 Meter Freistil zurück. Im August 2011 wechselte sie zum Berliner Trainer Phillip Semechin. Ziel waren die Paralympischen Spiele in London 2012. Auf ihrer Paradestrecke, den 400 Meter Freistil, erschwamm sie sich dort, neben weiteren Finalteilnahmen, einen 5. Platz. Nach diesen Paralympischen Spielen beendete Reppe ihre Schwimmkarriere und damit zunächst auch den Leistungssport.
In ihrer Laufbahn als Leistungsschwimmerin konnte sie von 2002 bis 2012 große Erfolge verbuchen. Sie hält mehrere deutsche Rekorde im Schwimmen.

### Handbike

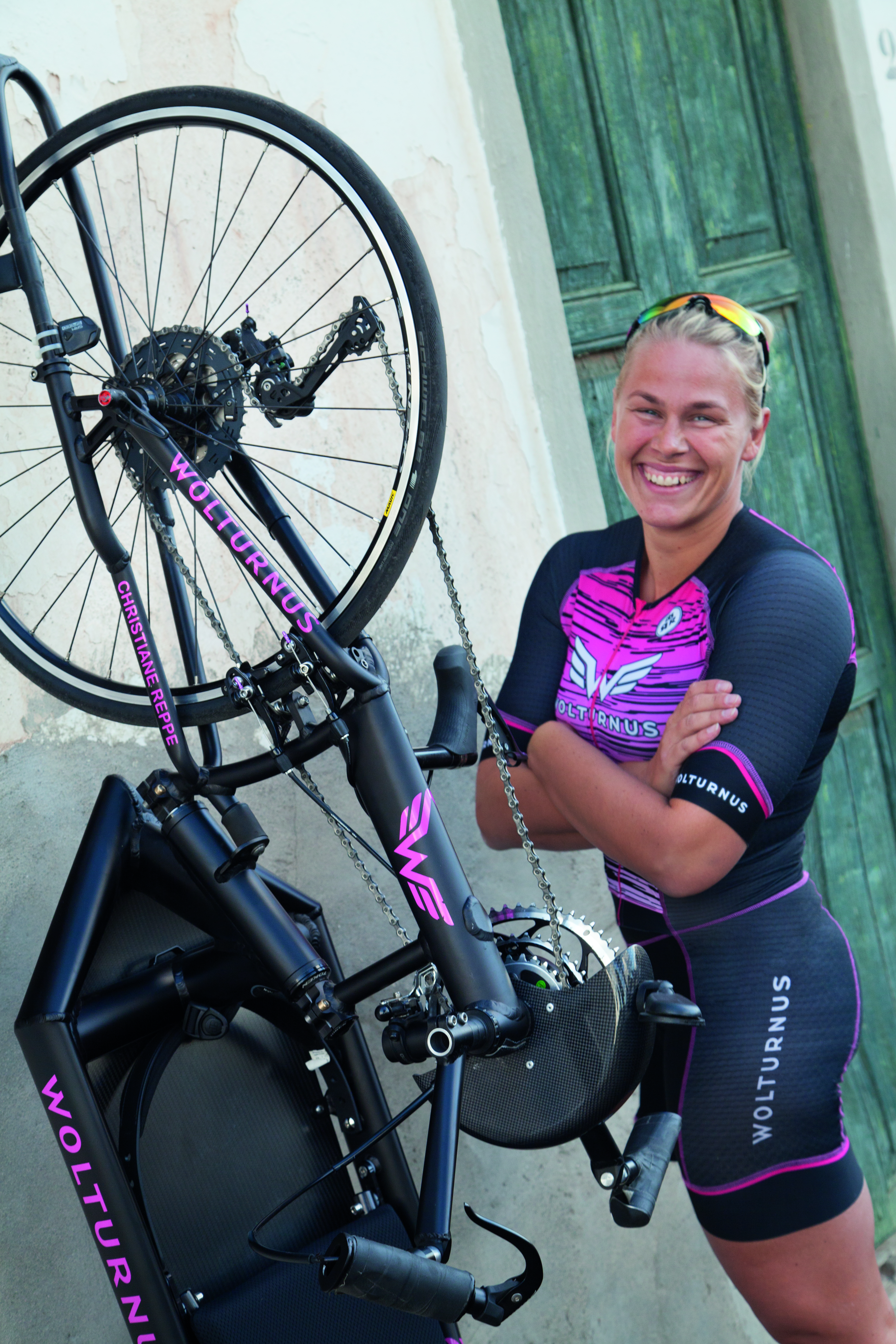
Christiane Reppe mit ihrem Handbike

Im Jahr 2013 wandte sich Reppe einer anderen Sportart zu, dem Handbiken. Bereits in ihrer ersten Saison schaffte sie es, durchgängig bei allen Wettkämpfen einen Medaillenplatz zu belegen.
Während ihres ersten Weltcups in Segovia qualifizierte sie sich dank zweier Silbermedaillen für ihre erste Weltmeisterschaften in Greenville, USA. Einige Wochen später gewann die Newcomerin dort Gold im Straßenrennen und Bronze im Einzelzeitfahren. Damit legte sie den Grundstein für eine erfolgreiche Zukunft.
Im Sommer 2015 errang sie nicht nur einen erneuten Weltmeistertitel im Straßenrennen, sondern auch einen Weltrekord beim Heidelberg-Marathon in der Zeit von 1:00:26 h über die Marathondistanz. Bei den Sommer-Paralympics 2016 in Rio de Janeiro fuhr Christiane im Handbike-Straßenrennen zu Gold und wurde Paralympics-Siegerin.
Im Sommer 2017 passierte etwas Unglaubliches. Nachdem sich die Dresdnerin die ganze Saison intensiv auf die UCI-Paracycling-Straßenweltmeisterschaften 2017 vorbereitet hatte, bekam sie zwei Wochen vor dem geplanten WM-Start von ihrem Verband, dem Deutschen Behindertensportverband, mitgeteilt, dass dieser vergessen hätte, sie dafür zu melden. Eine Nachmeldung sei ausgeschlossen. Kurzerhand entschloss Reppe sich, dennoch als Teil der deutschen Mannschaft nach Südafrika zu reisen, um vor Ort das Team zu unterstützen. Dort angekommen, nur drei Tage vor dem Wettkampf, erfuhr sie, dass der Internationale Radweltverband UCI eine Nachmeldung nun doch zulasse. Ihr Vater, der sie schon von Beginn an unterstützte, nahm den nächsten Flug nach Südafrika, das Handbike im Gepäck. Christiane nutzte ihre Chance und gewann Gold im Zeitfahren sowohl über die Distanz von 15,5 als auch über 42,5 km.

### Paratriathlon

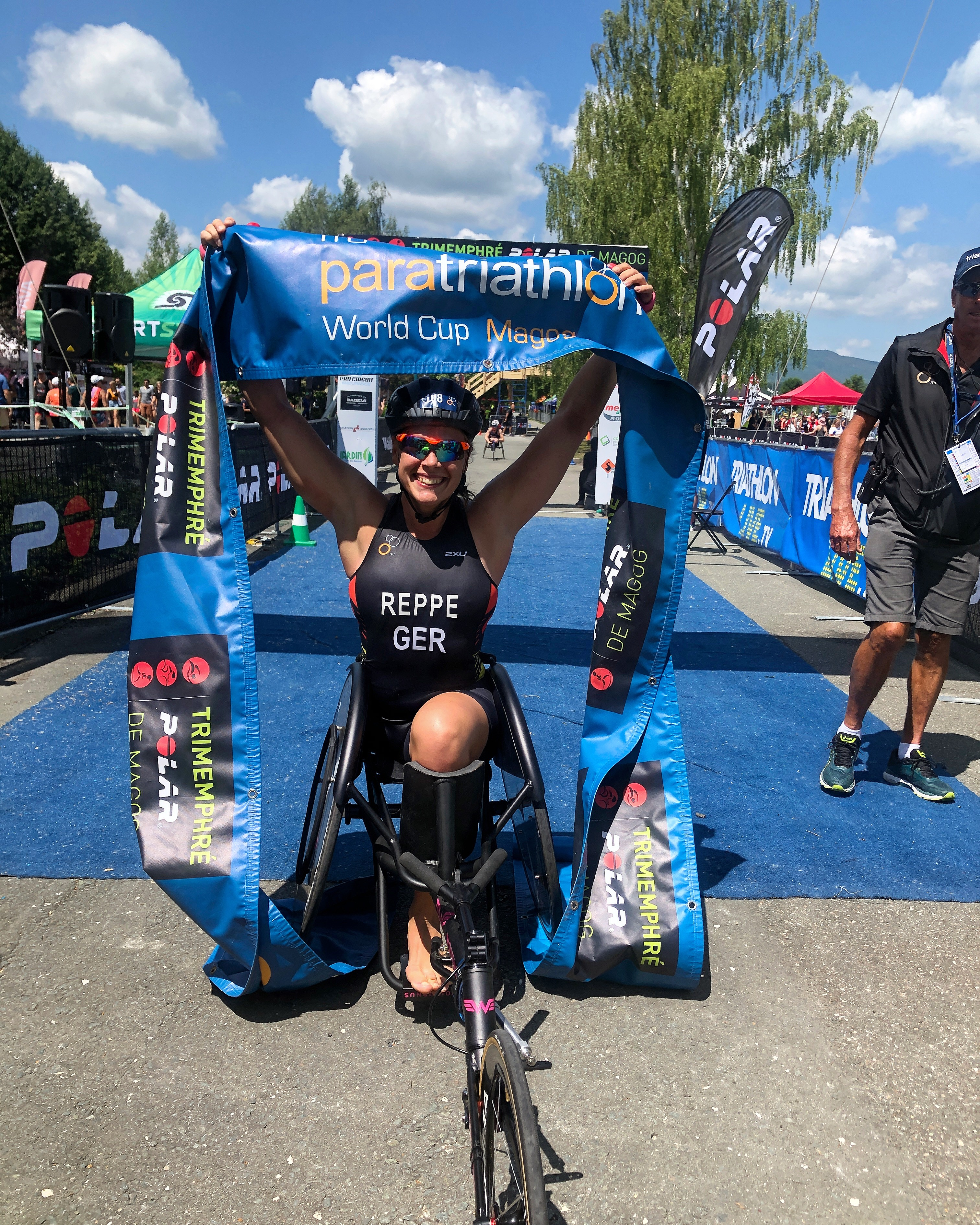
Christiane Reppe siegt beim ITU Paratriathlon-Weltcup in Magog, Kanada (2019)

Im Herbst 2018 nahm Christiane einen erneuten Sportartenwechsel vor. Nach dem Saisonende und parallelen Abschluss ihres Studiums der Betriebswirtschaftslehre entschied sie sich für einen Neuanfang im Paratriathlon. Bereits einige Wochen später bestritt sie ihren ersten Weltcup auf Madeira, den sie gewann. Bei ihren ersten Paratriathlon-Weltmeisterschaften in Lausanne, im September 2019, errang sie Bronze und wurde nur wenige Wochen später in Valencia Europameisterin.
Im Mai 2021 gab sie bekannt, dass sie bei den Paralympics in Tokio nicht antreten werde und ihre Karriere beenden wolle.

## Auszeichnungen
Reppe wurde 2018 mit dem Sankt-Georgs-Orden des Dresdner SemperOpernballs ausgezeichnet. 2020 wurde sie als Niedersachsens Sportlerin des Jahres geehrt.